# Borislav Petrović
Borislav Petrović est un joueur serbe de volley-ball né le 6 janvier 1988. Il mesure 2,01 m et joue central. Il totalise 34 sélections en équipe de Serbie.

## Clubs
| Club               | Pays   | De        | À         |
| ------------------ | ------ | --------- | --------- |
| Vojvodina Novi Sad | Serbie | ?         | 2010-2011 |
| Stade Poitevin     | France | 2011-2012 | 2011-2012 |